# Saint-Pôtan
Saint-Pôtan (bretonisch Sant-Postan) ist eine französische Gemeinde mit 833 Einwohnern (Stand: 1. Januar 2022) im Département Côtes-d’Armor in der Region Bretagne. Sie gehört zum Arrondissement Dinan und zum Kanton Pléneuf-Val-André. Die Einwohner werden Pôtanais genannt.

## Geographie
Saint-Pôtan liegt etwa 30 Kilometer nordwestlich von Dinan und wird umgeben von den Nachbargemeinden Matignon im Norden, Saint-Cast-le-Guildo im Nordosten, Saint-Lormel im Osten, Val-d’Arguenon im Osten und Süden, Landébia im Südwesten, Hénanbihen im Südwesten und Westen, Ruca im Westen sowie Pléboulle im Nordwesten. Am Ostrand der Gemeinde fließt der Guébriand entlang.

## Bevölkerungsentwicklung
| Jahr                       | 1962 | 1968 | 1975 | 1982 | 1990 | 1999 | 2006 | 2013 | 2019 |
| Einwohner                  | 953  | 926  | 885  | 860  | 798  | 735  | 764  | 801  | 815  |
| Quellen: Cassini und INSEE |      |      |      |      |      |      |      |      |      |

## Sehenswürdigkeiten

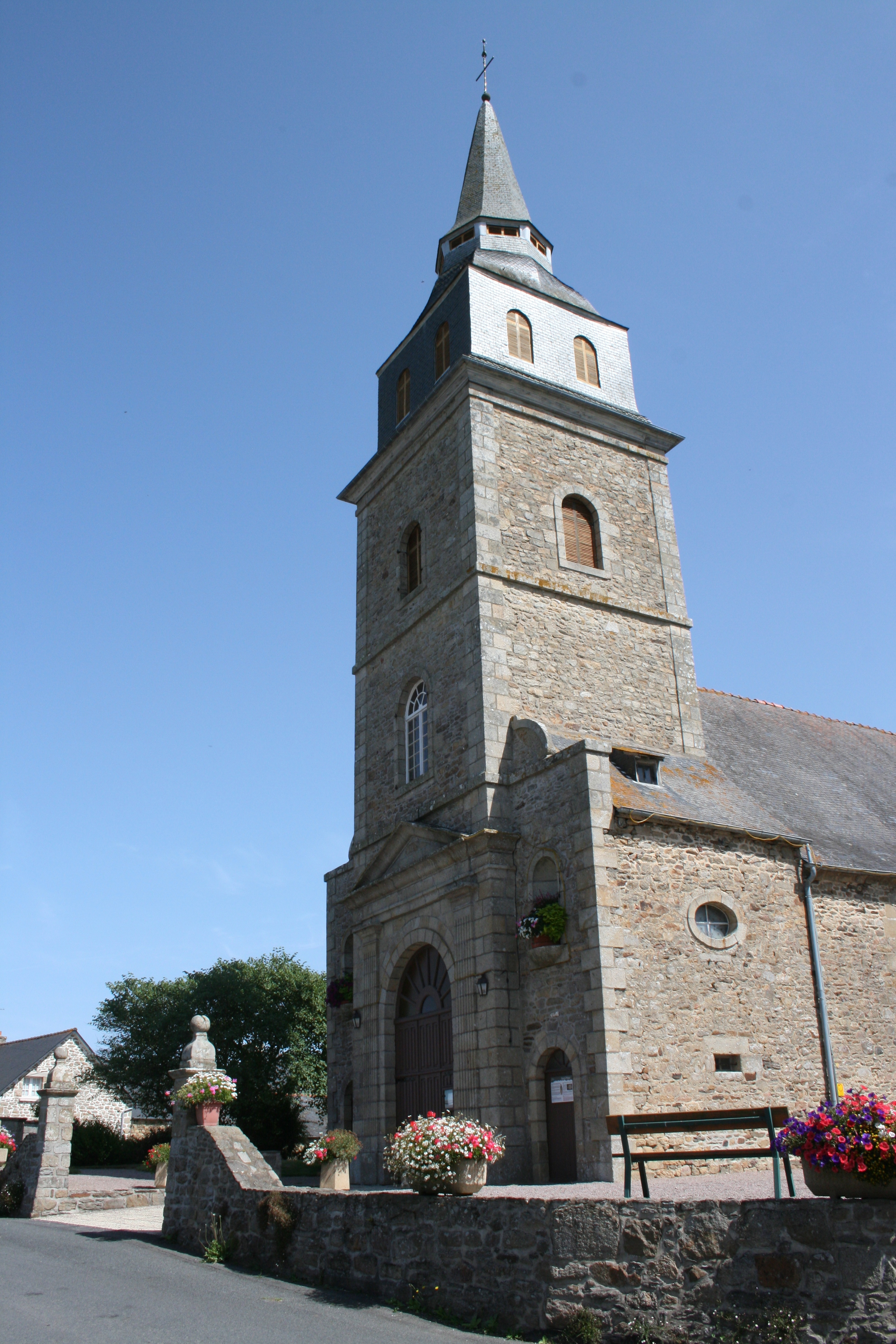
Kirche Saint-Pôtan
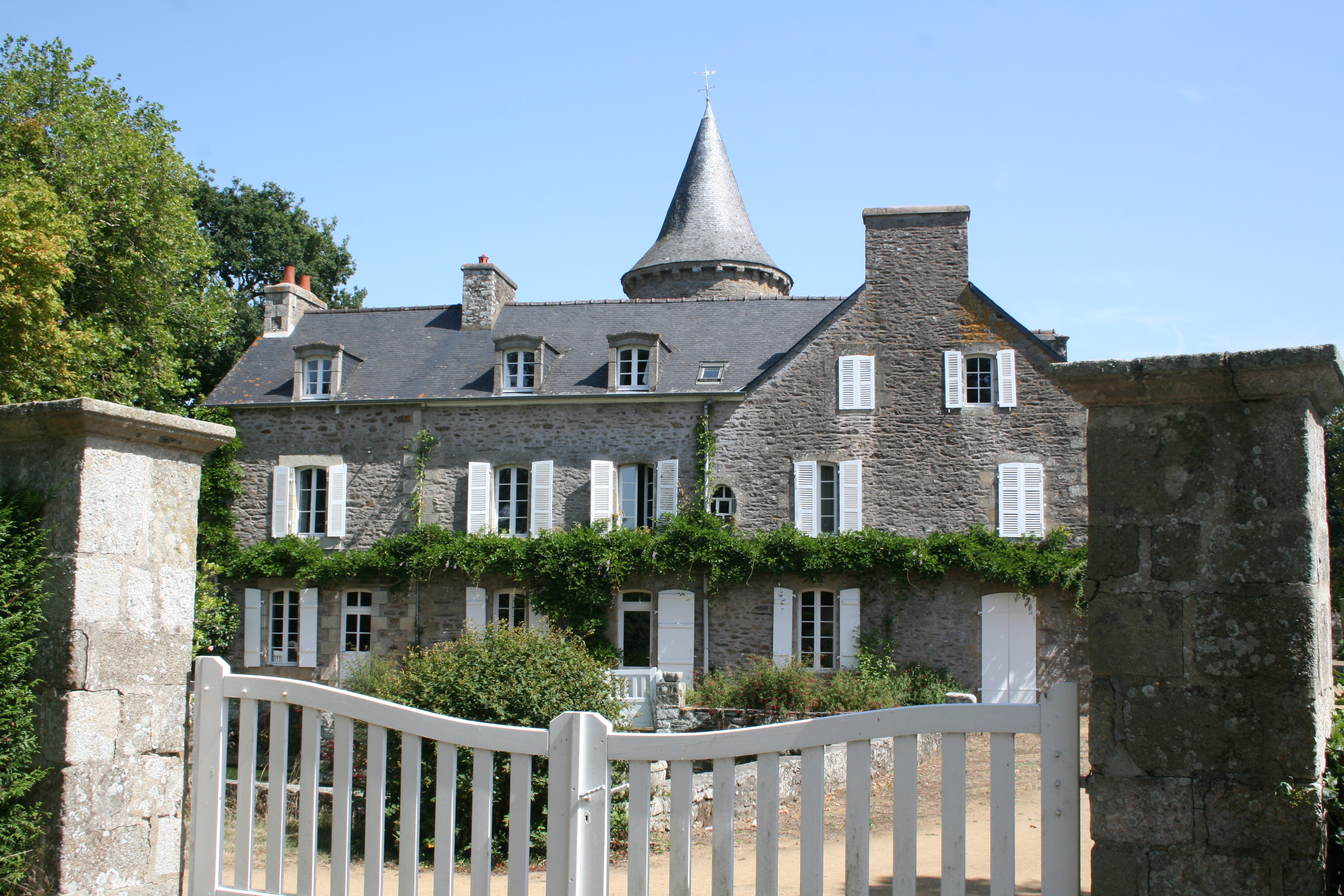
Herrenhaus Le Vaumeloisel

- Kirche Saint-Pôtan
- Herrenhaus Le Vaumeloisel

## Persönlichkeiten
- Lionel Rouxel (* 1970), Fußballspieler, hier aufgewachsen